# Anamera
Anamera es un género de escarabajos longicornios.

## Especies
- Anamera alboguttata Thomson, 1864
- Anamera concolor Lacordaire, 1869
- Anamera densemaculata Breuning, 1940
- Anamera fulvescens Gahan, 1893
- Anamera gigantea Breuning, 1935
- Anamera harmandi Pic, 1936
- Anamera obesa Pic, 1928
- Anamera similis Breuning, 1938
- Anamera strandi Breuning, 1935
- Anamera strandiella Breuning, 1944